# Mount Theaker
Mount Theaker ist ein 1685 m hoher Berg an der Oates-Küste des ostantarktischen Viktorialands. Er ragt an der Nordflanke des Robilliard-Gletschers, etwa 5 km nordöstlich des Mount Simmonds in den Usarp Mountains auf. 
Kartografisch erfasst wurde das Gebiet durch Vermessungen des United States Geological Survey und mithilfe von Luftaufnahmen der United States Navy von 1962 bis 1963. Das Advisory Committee on Antarctic Names benannte den Berg 1970 nach Paul R. Theaker, Biologe des United States Antarctic Research Program auf der McMurdo Station von 1967 bis 1968.